# 村崎敏郎

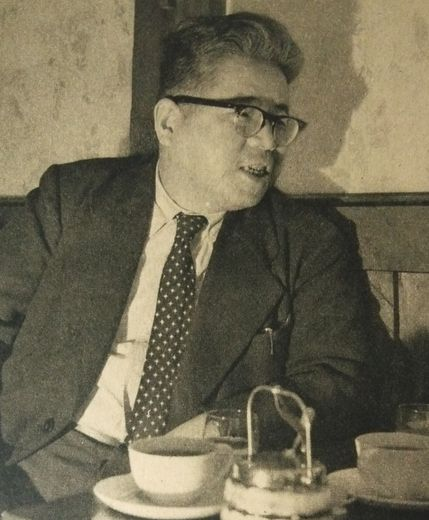
1955年

村崎 敏郎（むらさき としろう、1904年（明治37年）7月23日 - 1962年（昭和37年）4月19日）は、日本の演劇活動家、翻訳家。

## 来歴
東京府東京市深川区（現・東京都江東区深川）生まれ。1927年東京商科大学卒。演劇運動を行い、東京文化学園教諭。武蔵野高等学校教諭。戦後はもっぱら推理小説の翻訳を行った。

## 著書
- 農山漁村文化協会 編『農村素人演劇のやり方』農山漁村出版所、1943年11月。全国書誌番号:46023680。

### 共著
- 村崎敏郎、山本東次郎 著、大政翼賛会文化厚生部 編『膏薬煉 能狂言と素人演劇』国民図書刊行会、1944年5月。全国書誌番号:44025034 全国書誌番号:46023598。

### 編集
- 『移動演劇運動とその反響』丹青書房、1943年6月。全国書誌番号:46023679。

## 翻訳
- ジョセフィン・テイ『時の娘』早川書房〈Hayakawa pocket mystery books 114〉、1954年1月。全国書誌番号:54002075。
- ドロシー・ソールズベリ・デイヴィス『優しき殺人者』早川書房〈Hayakawa pocket mystery books 153〉、1954年6月。全国書誌番号:54007113。
- エラリー・クイーン『九尾の猫』早川書房〈Hayakawa pocket mystery books 136〉、1954年10月。全国書誌番号:54010471。
- ナイオ・マーシュ『ヴァルカン劇場の夜』早川書房〈Hayakawa pocket mystery books 337〉、1957年7月。全国書誌番号:57007811。
- エドガー・ラストガーテン『ここにも不幸なものがいる』早川書房〈Hayakawa pocket mystery books 369〉、1957年9月。全国書誌番号:57000136。
- レスリー・チャータリス『聖者の復讐』六興出版部〈Rocco candle mysteries 111〉、1957年11月。全国書誌番号:58001131。
- F・W・クロフツ『関税品はありませんか？』早川書房〈Hayakawa pocket mystery books 411〉、1958年6月。全国書誌番号:58009021。
- セシル・デイ＝ルイス『闇のささやき』早川書房〈Hayakawa pocket mystery books 581〉、1960年9月。全国書誌番号:60014778。
- メリイ・R.ラインハート『ドアは語る』早川書房〈Hayakawa pocket mystery books 644〉、1961年7月。全国書誌番号:。
- ミニヨン・エバーハート『見ざる聞かざる』早川書房〈Hayakawa pocket mystery books 654〉、1961年8月。全国書誌番号:61009700。

### ジョン・ディクスン・カー
- ジョン・ディクスン・カー『疑惑の影』早川書房〈世界傑作探偵小説シリーズ 5〉、1951年2月。全国書誌番号:51001819。
  - ジョン・ディクスン・カー『疑惑の影』早川書房〈Hayakawa pocket mystery books 137〉、1956年5月。全国書誌番号:56008340。
- ジョン・ディクスン・カー『三つの棺』早川書房〈Hayakawa pocket mystery books 137〉、1955年2月。全国書誌番号:55008351。
- ジョン・ディクスン・カー『喉切り隊長』早川書房〈Hayakawa pocket mystery books 397〉、1958年1月。全国書誌番号:58003343。
- ジョン・ディクスン・カー『毒のたわむれ』早川書房〈Hayakawa pocket mystery books 357〉、1958年3月。全国書誌番号:58006415。
- ジョン・ディクスン・カー『爬虫館殺人事件』早川書房〈Hayakawa pocket mystery books 418〉、1958年6月。全国書誌番号:58009926。
- ジョン・ディクスン・カー『四つの兇器』早川書房〈Hayakawa pocket mystery books 445〉、1958年12月。全国書誌番号:59000865。
- ジョン・ディクスン・カー『死者のノック』早川書房〈Hayakawa pocket mystery books 463〉、1959年1月。全国書誌番号:59001554。
- ジョン・ディクスン・カー『パンチとジュデイ』早川書房〈Hayakawa pocket mystery books 485〉、1959年4月。全国書誌番号:59004631。
  - ジョン・ディクスン・カー『パンチとジュディ』早川書房〈ハヤカワ・ミステリ〉、1993年6月。ISBN 9784150004859。全国書誌番号:94034191。
- ジョン・ディクスン・カー『メッキの神像』早川書房〈Hayakawa pocket mystery books 491〉、1959年6月。全国書誌番号:59005372。
  - ジョン・ディクスン・カー『メッキの神像』（2版）早川書房〈Hayakawa pocket mystery books 491〉、1995年9月。ISBN 9784150004910。全国書誌番号:96058096。
- ジョン・ディクスン・カー『ニューゲイトの花嫁』早川書房〈Hayakawa pocket mystery books 512〉、1959年9月。全国書誌番号:59009557。
- ジョン・ディクスン・カー『震えない男』早川書房〈Hayakawa pocket mystery books 525〉、1959年11月。全国書誌番号:60000487。
- ジョン・ディクスン・カー『騎士の盃』早川書房〈Hayakawa pocket mystery books 536〉、1960年1月。全国書誌番号:60004994。
- ジョン・ディクスン・カー『火よ燃えろ！』早川書房〈Hayakawa pocket mystery books 554〉、1960年5月。全国書誌番号:60010153。
- ジョン・ディクスン・カー『ハイチムニー荘の醜聞』早川書房〈Hayakawa pocket mystery books 560〉、1960年6月。全国書誌番号:60008362。
- ジョン・ディクスン・カー『雷鳴の中でも』早川書房〈Hayakawa pocket mystery books 594〉、1960年11月。全国書誌番号:61000415。
- ジョン・ディクスン・カー『恐怖は同じ』早川書房〈Hayakawa pocket mystery books 626〉、1961年3月。全国書誌番号:61003635。
  - ジョン・ディクスン・カー『恐怖は同じ』早川書房〈世界ミステリシリーズ〉、1998年10月。ISBN 9784150006266。全国書誌番号:99099152。

### エリック・アンブラー
- エリック・アンブラー『デミトリオスの棺』早川書房〈Hayakawa pocket mystery books 111〉、1953年10月。全国書誌番号:53007755。
- エリック・アンブラー『恐怖への旅』早川書房〈Hayakawa pocket mystery books 141〉、1954年5月。全国書誌番号:54009025。
- エリック・アンブラー『裏切りへの道』早川書房〈Hayakawa pocket mystery books 387〉、1957年12月。全国書誌番号:58000160。
- エリック・アンブラー『叛乱』早川書房〈Hayakawa pocket mystery books 570〉、1960年7月。全国書誌番号:60009952。
- エリック・アンブラー『スカイティップ』早川書房〈Hayakawa pocket mystery books 608〉、1960年12月。全国書誌番号:61002167。

### G・K・チェスタトン
- G・K・チェスタトン『ブラウン神父の無知』早川書房〈Hayakawa pocket mystery books 201〉、1955年7月。全国書誌番号:55000250。
- G・K・チェスタトン『ブラウン神父の知慧』早川書房〈Hayakawa pocket mystery books 202〉、1955年7月。全国書誌番号:55011873。
- G・K・チェスタトン『ブラウン神父の懐疑』早川書房〈Hayakawa pocket mystery books 203〉、1956年9月。全国書誌番号:56016608。
- G・K・チェスタトン『ブラウン神父の秘密』早川書房〈Hayakawa pocket mystery books 204〉、1957年1月。全国書誌番号:57001924。
- G・K・チェスタトン『ブラウン神父の醜聞』早川書房〈Hayakawa pocket mystery books 205〉、1957年3月。全国書誌番号:57003228。